# Fotbal Club Universitatea 1948
Ne doit pas être confondu avec Clubul Sportiv Universitatea Craiova.
Maillots
Actualités
Le FC Universitatea 1948 est un club de football roumain fondé en 1991 et basé à Craiova, dans le Dolj.

## Histoire
FC Universiatea Craiova est un club de football professionnel roumain basé à Craiova, dans le județ de Dolj. Entre 1948 et 1991, Universitatea a remporté quatre titres de champion national et cinq coupes nationales. En plus de son succès national, le club s’est imposé comme une grande équipe du pays en devenant la première formation roumaine à atteindre les demi-finales d’une compétition européenne organisée par l’UEFA. Il reste également le seul club roumain à avoir éliminé au moins une équipe de chacun des cinq plus grands pays du football européen.
L’équipe fonctionnait comme section football du club sportif, dont elle faisait partie jusqu’en 1991, année où sa place en championnat a été prise par le FC Universiatea Craiova à la suite d’une privatisation. Généralement considéré comme la continuité de l’ancien club, le club a poursuivi sa tradition pendant les deux décennies suivantes, mais a été réorganisé plusieurs fois et a fini par être considéré rétroactivement comme un successeur non officiel. Le plus notable est qu’en 2012, sous la direction d’Adrian Mititelu, le FC Universitatea Craiova a été désaffilié par la Fédération roumaine de football, après une suspension temporaire intervenue en juillet 2011, ce qui a conduit à son retrait de toutes les compétitions.
En 2013, le CS Universitatea Craiova est fondé par la Mairie de Craiova, au même moment où le club ses activités sous le même nom, FC Universitatea Craiova. Ce dernier fait cependant faillite un an plus tard.
En 2017, le club est refondé.
La question du droits à l'usage de la marque et l'attribution du palmarès du CS Universitatea Craiova pour la période pré-1991 fait l'objet de plusieurs litiges entre l'actuel CS Universitatea et le FC Universitatea 1948. Parmi les différentes décisions juridiques prises, la cour d'appel de Bucarest attribut ainsi ces droits au CSU en mars 2016. Deux ans plus tard, en août 2018, la cour d'appel de Timișoara statue que ni l'un ni l'autre ne peuvent y prétendre. En juillet 2023, une nouvelle décision par cette dernière attribue une nouvelle fois les droits au CSU.

## Bilan sportif

### Palmarès
- Championnat de Roumanie
  - Vice-champion (2) : 1994 et 1995

- Coupe de Roumanie
  - Vainqueur (1) : 1993
  - Finaliste (3) : 1994, 1998, 2000

- Championnat de Roumanie de deuxième division
  - Champion (3) : 2006 et 2021

- Championnat de Roumanie de troisième division
  - Champion (1) : 2020
  - Vice-champion (1) : 2019

### Bilan européen
Légende
- Victoire ou qualification pour le tour suivant
- Match nul
- Défaite ou élimination de la compétition

Note : dans les résultats ci-dessous, le score du club est toujours donné en premier.
| Saison    | Compétition               | Tour                | Club                | Domicile | Extérieur | Total             |
| --------- | ------------------------- | ------------------- | ------------------- | -------- | --------- | ----------------- |
| 1991-1992 | Coupe des clubs champions | Seizièmes de finale | Apollon Limassol    | 2 - 0    | 0 - 3     | 2 - 3             |
| 1992-1993 | Coupe UEFA                | Seizièmes de finale | Sigma Olomouc       | 1 - 2    | 0 - 1     | 1 - 3             |
| 1993-1994 | Coupe des coupes          | Seizièmes de finale | HB Tórshavn         | 4 - 0    | 3 - 0     | 7 - 0             |
| 1993-1994 | Coupe des coupes          | Huitièmes de finale | Paris Saint-Germain | 0 - 2    | 0 - 4     | 0 - 6             |
| 1994-1995 | Coupe UEFA                | Tour préliminaire   | Dinamo Tbilissi     | 1 - 2    | 0 - 2     | 1 - 4             |
| 1995-1996 | Coupe UEFA                | Tour préliminaire   | Dinamo Minsk        | 0 - 0    | 0 - 0 ap  | 0 - 0 (1 - 3 tab) |
| 1996      | Coupe Intertoto           | Groupe 9            | Daugava Riga        | 3 - 0    | N/A       | Deuxième          |
| 1996      | Coupe Intertoto           | Groupe 9            | Karlsruher SC       | N/A      | 0 - 1     | Deuxième          |
| 1996      | Coupe Intertoto           | Groupe 9            | Spartak Trnava      | 2 - 1    | N/A       | Deuxième          |
| 1996      | Coupe Intertoto           | Groupe 9            | FK Čukarički        | N/A      | 2 - 1     | Deuxième          |
| 2000-2001 | Coupe UEFA                | Tour préliminaire   | FK Pobeda           | 1 - 1    | 0 - 1     | 1 - 2             |
| 2001      | Coupe Intertoto           | Premier tour        | Bylis Ballsh        | 3 - 3    | 1 - 0     | 4 - 3             |
| 2001      | Coupe Intertoto           | Deuxième tour       | FC Slovácko         | 2 - 2    | 2 - 3     | 4 - 5             |

## Personnalités du club

### Joueurs emblématiques
- Gica Popescu
- Rodion Cămătaru
- Ion Geolgău
- Nicolae Ungureanu
- Aurel Țicleanu
- Mircea Irimescu
- Costică Ștefănescu
- Ion Oblemenco
- Ilie Balaci
- Pavel Badea
- Cristian Chivu
- Gheorghe Craioveanu
- Ionel Gane
- Ioan Ganea
- Silviu Lung
- Claudiu Niculescu
- Eugen Neagoe
- Corneliu Papură
- Gabriel Popescu
- Florin Prunea
- Emil Sǎndoi
- Ovidiu Stângă
- Ștefan Stoica

### Anciens entraîneurs
- Virgil Mărdărescu
- Dumitru Teodorescu
- Constantin Teașcă
- Mircea Rădulescu

- Mircea Rădulescu
- José Ramón Alexanko
- Ilie Balaci
- Mircea Rednic
- Mark Wotte
- Nicolò Napoli